# Suō-Ōshima
Suō-Ōshima (jap. 周防大島町 Suō-Ōshima-chō) – miasto w Japonii, na wyspie Honsiu, w prefekturze Yamaguchi. Według danych na rok 2020 miejscowość zamieszkiwało 14 798 mieszkańców , a gęstość zaludnienia wyniosła 107,1 os./km².